# Ceanothus impressus
Ceanothus impressus es una especie de arbusto de la familia rhamnaceae conocida con el nombre común de ceanothus de Santa Bárbara. Es endémica de la costa central de California, donde es conocida en los condados de San Luis Obispo y Santa Bárbara (de ahí su nombre común). Suele crecer en un hábitat de chaparral.
Es un arbusto erguido, de forma densa o abierta, que alcanza hasta 3 metros de altura. Su hoja perenne mide aproximadamente 2 centímetros de largo y tiene forma ovalada, muy estriada, arrugada y curvada hacia abajo a lo largo de los bordes. Pueden tener puntos de glándulas y tener la parte inferior con pelillos de color grisáceo. El arbusto florece abundantemente en inflorescencias de pequeñas flores azules. El fruto es una cápsula esférica con cresta de unos 4 milímetros de ancho.
Hay dos variedades: 
- C. impresus var. impressus: generalmente más compacta con ramificaciones intrincadas y hojas ahuecadas.
- C. impresus var. nipomensis (Nipomo ceanothus): una variedad rara, de forma más abierta, conocida solo en una región del condado de San Luis Obispo.

## Galería

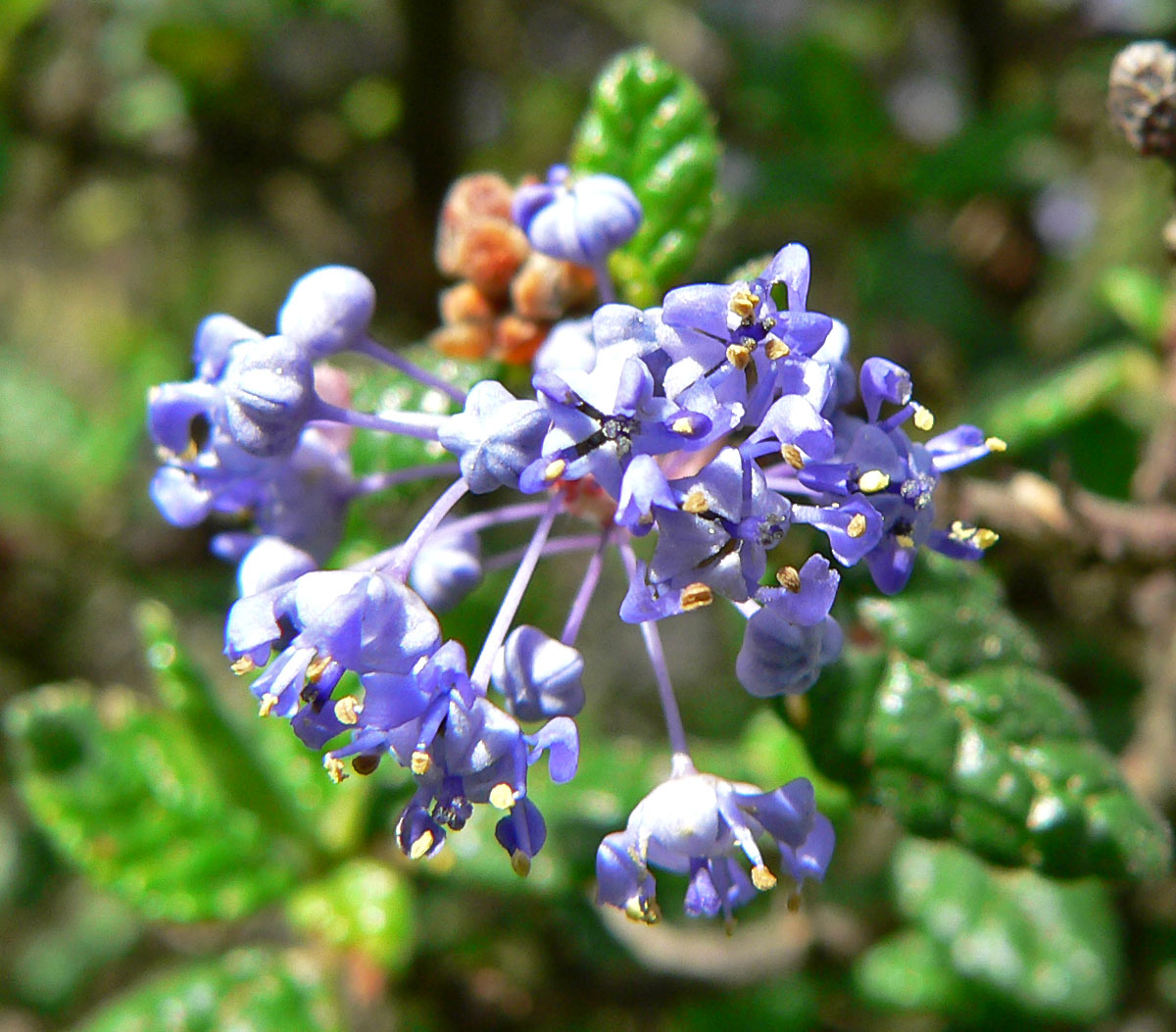
Ceanothus impresus
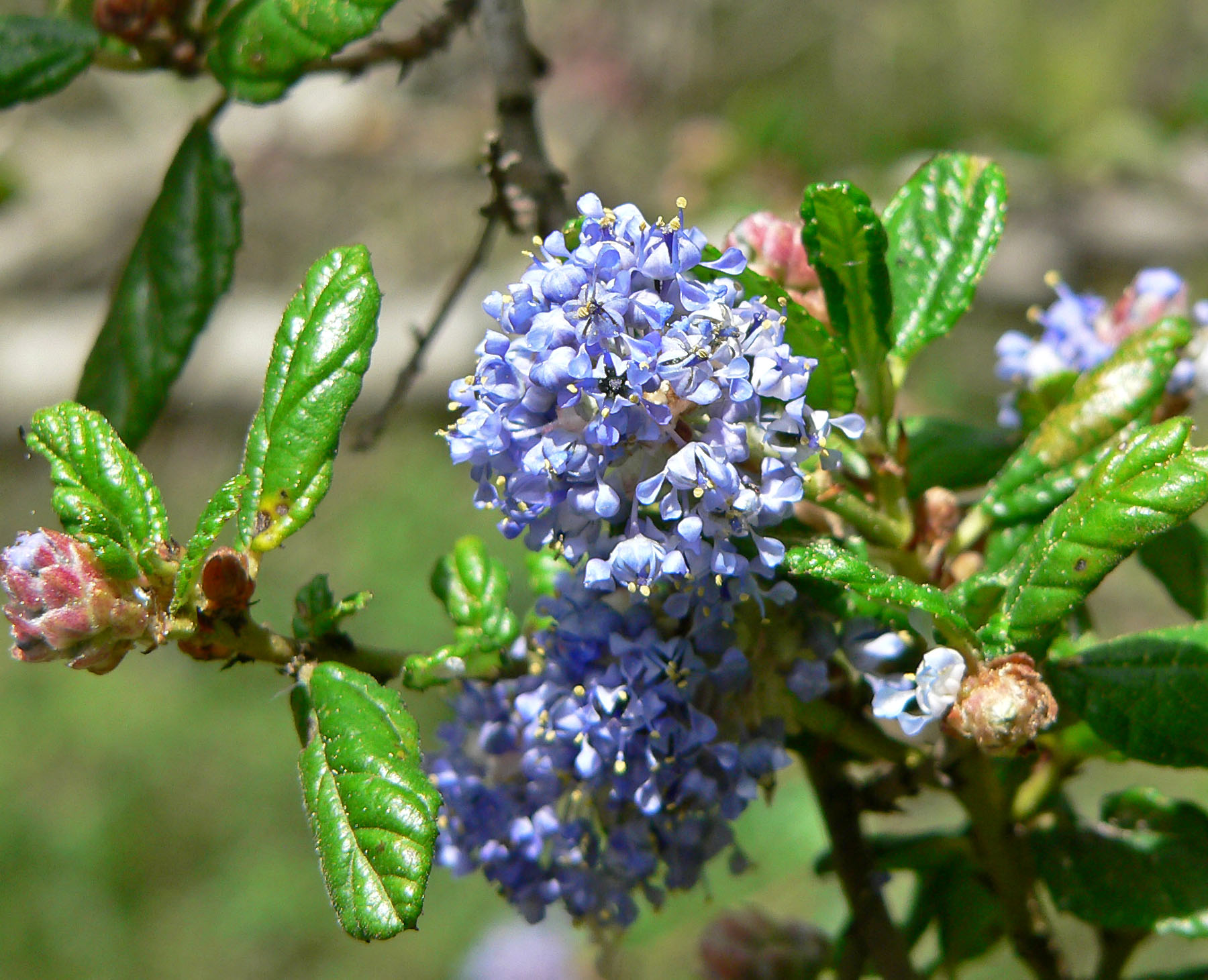
Variante nipomensis